# Be-Bop-A-Lula (film)
Be-Bop-A-Lula (비밥바룰라?) è un film del 2018 scritto e diretto da Lee Seong-jae.

## Trama
Quattro anziani, tutti con un'età superiore ai settant'anni, decidono di iniziare a depennare le loro rispettive liste dei desideri. I quattro hanno caratteri completamente differenti: Young-hwan pensa solo alla famiglia; Soon-ho vuole alla moglie un bene gigantesco; Hyeon-sik si compiace di essere un perfetto seduttore; Duk-ki si porta dietro alcuni rimpianti.

## Distribuzione
In Corea del Sud la pellicola ha goduto di una distribuzione a livello nazionale, a partire dal 24 gennaio 2018.